# کالوین و هابز
کالوین و هابز (Calvin and Hobbes) نام کمیک استریپی است که توسط بیل واترسون (Bill Watterson) خلق شد و از ۱۸ نوامبر ۱۹۸۵ تا ۳۱ دسامبر ۱۹۹۵ به صورت روزانه منتشر میشد. این کمیک‌ها شرح‌حال ماجراهای خنده‌دار پسربچهٔ ۶ سالهٔ خیال‌گرایی به نام کالوین و ببر عروسکی او به نام هابز است.